# Скун, Пол
Сэр Пол Гудвин Скун (англ. Paul Godwin Scoon; 4 июля 1935, Гуяве, Гренада, колония Подветренные острова, Британская империя — 2 сентября 2013, Сент-Пол, Гренада) — гренадский государственный деятель, генерал-губернатор Гренады в 1978—1992 годах. Занимал этот пост дольше, чем кто-либо из предшественников и преемников. На период генерал-губернаторства Скуна пришлось правление марксистско-ленинского правительства, государственный переворот и вторжение США на Гренаду.

## Образование и госслужба
Родился в рыбацком посёлке, в католической семье мясника-торговца африканского происхождения. Среднее образование получил на Гренаде. Благодаря школьным успехам, продолжал образование в Великобритании и Канаде. Окончил Лондонский университет со степенью бакалавра искусств. Затем учился в Институте образования при Лидском университете. Получил степень магистра педагогических наук Торонтского университета.
Вернувшись в Гренаду, Пол Скун преподавал в средней школе для мальчиков. Был известен склонностью к поэзии Чосера и Шекспира. Затем перешёл на службу в британскую колониальную администрацию. Возглавлял департамент образования, был секретарём грендского кабинета министров, руководителем департамента государственной службы.
В 1973 Пол Скун прибыл в Лондон и занял пост заместителя директора Фонда Содружества.

## Генерал-губернатор при марксистском правительстве
30 сентября 1978 Пол Скун был назначен генерал-губернатором Гренады. Назначение от королевы Елизаветы II рекомендовал премьер-министр Гренады Эрик Гейри. На следующий год генерал-губернатор был возведён в рыцарское достоинство и стал именоваться сэр Пол Скун.
Менее чем через полгода после вступления Пола Скуна в должность на Гренаде произошёл государственный переворот. Правительство Гейри было свергнуто, к власти пришла марксистско-ленинская партия Новое движение ДЖУЭЛ (NJM). Было сформировано Народно-Революционное Правительство Гренады во главе с Морисом Бишопом.
Пол Скун был известен правыми антикоммунистическими взглядами. Первоначально новые власти арестовали генерал-губернатора. Однако вскоре Скун был освобождён и формально остался в прежней должности. Правительство NJM предпочло сохранить формальный статус Гренады как члена Британского содружества — соответственно, номинальным главой государства являлась Елизавета II, её представителем — генерал-губернатор Скун, олицетворявший «стабильность и преемственность». Реально вся полнота власти на острове принадлежала правительству Бишопа.
Некоторые привилегии генерал-губернатора были урезаны, но Пол Скун наладил отношения с Морисом Бишопом. Они регулярно встречались и играли в теннис. Вместе с премьер-министром Бишопом генерал-губернатор Скун принимал парады Народно-революционной армии (несмотря на то, что на церемониях перестало исполняться Боже, храни королеву).

## Роль в интервенции и свержении режима
В октябре 1983 года на Гренаде произошёл новый переворот. Морис Бишоп был смещён и 19 октября убит. Правительство по факту возглавил Бернард Корд, затем власть перешла к Революционному военному совету под председательством генерала Хадсона Остина. Корд и Остин представляли радикально-сталинистское крыло NJM.
Пол Скун резко отрицательно отнёсся к очередному перевороту, убийству Бишопа и новому режиму. Он начал тайные переговоры с американской администрацией Рональда Рейгана, убеждая вмешаться в события. Эти контакты стали известны властям, Скун был помещён под домашний арест.
25 октября 1983 началось вторжение США на Гренаду. 27 октября было опубликовано письмо Пола Скуна с просьбой о вооружённом вмешательстве, датированное 24 октября. Впоследствии Скун утверждал, будто текст письма был заранее составлен на Барбадосе и дан ему на подпись 27-го числа, когда вторжение уже происходило. Генерал-губернатор не отрицал, что был сторонником интервенции, однако не признавал, что принадлежал к её инициаторам.
После свержения режима Корда—Остина полномочия генерал-губернатора Гренады были полностью восстановлены. Последние недели 1983 года Пол Скун вместе с временным правительством Николаса Брэтуэйта осуществлял реальную власть на острове. При его участии с Гренады были выдворены дипломатические представители СССР и Ливийской Джамахирии. Скун организовывал проведение многопартийных выборов в декабре 1984. В 1986 генерал-губернатор Пол Скун и премьер-министр Герберт Блейз принимали на Гренаде президента Рейгана. В 2004 году Скун назвал Рейгана «великим человеком, который спас нас всех».

## Оценки деятельности
Сэр Пол Скун оставался генерал-губернатором Гренады до 6 августа 1992. В общей сложности он занимал этот пост почти 14 лет, что является своеобразным рекордом. За это время на Гренаде сменились 8 правительств и 7 премьер-министров. Был награждён орденами Британской империи, Святого Михаила и Святого Георгия, Королевским Викторианским орденом.
После отставки Пол Скун написал мемуары Survival for Service: My Experiences as Governor General of Grenada, где изложил свою версию собственной роли в событиях 1983 года.
Комментаторы не раз отмечали, что, хотя должность генерал-губернатора Гренады в 1970-х годах считалась «спокойной и безмятежной», Пол Скун оказался в эпицентре драматических событий, сравнимых с Карибским кризисом, вплоть до попадания под обстрел вместе с женой.
Пол Скун был женат на Эсмай Скун (урождённая Макнейли), имел трёх приёмных детей.
Скончался Пол Скун в возрасте 78 лет.